# 南極背鱗魚
南極背鱗魚（学名：Notolepis annulata）為輻鰭魚綱仙女魚目帆蜥魚亞目魣蜥魚科的一種，分布於南冰洋海域，為深海魚類，深度可達2050公尺，棲息在中層水域，生活習性不明。